# Dysphania velata
Dysphania velata là một loài bướm đêm trong họ Geometridae.